# Oleiros (Villalba)
Oleiros (llamada oficialmente San Mamede de Oleiros) es una parroquia española del municipio de Villalba, en la provincia de Lugo, Galicia.

## Otras denominaciones
La parroquia también es conocida por el nombre de San Mamed de Oleiros.

## Organización territorial
La parroquia está formada por treinta y una entidades de población, constando diecisiete de ellas en el nomenclátor del Instituto Nacional de Estadística español:
- Abeledo
- Abrigueiro
- Agadín
  - Agadín de Abaixo
  - Agadín  de Arriba
- A Granda
- Amido
- A Raña
- A Roza
- Barrosa (A Barrosa)
- Cabanas
- Caldapena (Cal da Pena)
- Carracedo
- Carreiranova
- Casasnovas (As Casas Novas)
- Castro (O Castro)
- Escadabada (Escadavada)
- Ferradás
- Fonteverde
- Foxos (Os Foxos)
- Gardados (Os Gardados)
- Gardamil
- Liñares
- O Carballo
- O Carboeiro
- O Salgueiro
- Os Boizás
- Outoleiro (O Outorelo)
- Pedrido
- Sanchón (O Sanchón)
- Vilanune
- Vilariz

## Demografía
| Gráfica de evolución demográfica de Oleiros entre 2000 y 2021 |
|                                                               |
| Datos según el nomenclátor publicado por el INE.              |